# Emilija Halszberijevna Turej
Emilija Halszberijevna Turej (oroszul: Эмилия Халсбериевна Турей; Asztrahán, 1984. október 6. –) orosz kézilabdázó, a dán FCK Håndbold játékosa. Eddigi 120 válogatott-mérkőzésén 391 gólt szerzett. Kétszeres világbajnok, a 2008. évi nyári olimpiai játékokon ezüstérmet, a 2008-as Eb-n bronzérmet szerzett az orosz női válogatottal.
Érdekesség, hogy míg anyja orosz, apja Sierra Leone-i.